# Ханум (коммуна)
Ханум (нем. Hanum) — община в Германии, в земле Саксония-Анхальт.
Входит в состав района Зальцведель. Подчиняется управлению Бетцендорф-Дисдорф. Население составляет 188 человек (на 31 декабря 2006 года). Занимает площадь 9,72 км².